# Le Procès de l'herboriste
Pour l’article homonyme, voir Charlatan.
Pour plus de détails, voir Fiche technique et Distribution.
Le Procès de l'herboriste (Šarlatán, litt. « Charlatan ») est un film multinational réalisé par Agnieszka Holland, sorti en 2020.
Il s'inspire de la vie du guérisseur tchèque Jan Mikolášek (cs) (1889-1973).

## Synopsis
Issu d'une famille de jardiniers, J. Mikolášek se découvre un don en guérissant la jambe de sa sœur à laquelle il évite l'amputation. Il demande alors à une vieille guérisseuse de lui apprendre son métier. Celle-ci le teste en lui demandant ce qu'il pense d'un patient présent, ce à quoi il répond qu'il mourra le mardi suivant. Elle le chasse sans ménagement, mais vient le rechercher lorsque cette annonce s'avère exacte. Elle lui apprend comment diagnostiquer, sur la seule base de l'examen des urines, et comment soigner par des infusions composées de différentes herbes. Sa connaissance des plantes lui permet d'ailleurs d'obtenir un diplôme d'herboriste en 1936. Ses remèdes et prescriptions, à base de plantes, mais aussi de changements de style de vie et de régime, lui permettent de guérir d'innombrables patients qui se présentent en files interminables devant sa maison. Durant la guerre, la Gestapo l'arrête mais, constatant la justesse de ses analyses, lui demande de soigner Martin Bormann, ministre d'Hitler. Il rencontre, après la Seconde Guerre mondiale, le dirigeant communiste Antonín Zápotocký, qui a été interné en camp de concentration. Or celui-ci devient président de la République lorsque la Tchécoslovaquie passe dans l'orbite soviétique. Il soutient alors totalement J. Mikolášek. Après la mort d'A. Zápotocký, il est en revanche menacé par le régime, qui le considère comme un charlatan. Il est arrêté en compagnie de son secrétaire et amant, František Palko, et accusé d'avoir empoisonné à la strychnine deux cadres communistes locaux par le remède qu'il leur a fourni, et qui en sont morts. Il est passible de la peine de mort. Son avocat lui apprend que l'identité des deux victimes supposées est fausse, mais ne peut le révéler, car il faudrait une enquête, ce qui le mettrait lui-même en grave danger. Lors du procès, J. Mikolášek dit n'avoir jamais eu accès au grenier où étaient préparés les remèdes, travaillant en toute confiance. F. Palko, muet jusque-là, s'accuse d'avoir seul procédé à l'« empoisonnement ».

## Fiche technique
Sauf indication contraire, les informations mentionnées dans cette section peuvent être confirmées par la base de données cinématographiques IMDb,  présente dans la section « Liens externes ».
- Titre original et slovaque : Šarlatán
- Titre français : Le Procès de l'herboriste
- Titre polonais : Szarlatan
- Réalisation : Agnieszka Holland
- Scénario : Marek Epstein, d'après une idée de Martin Sulc et Jaroslav Sedlácek
- Musique : Antoni Lazarkiewicz
- Direction artistique : Jiří Karásek
- Décors : Milan Býcek
- Costumes : Katarína Bieliková
- Photographie : Martin Štrba
- Montage : Pavel Hrdlička
- Production : Sarka Cimbalova et Kevan Van Thompson
- Société de production : Marlene Film Production
- Sociétés de distribution : CinemArt (Tchèque), Gutek Film (Pologne)
- Pays de production :  Pologne /  République tchèque /  Irlande /  Slovaquie
- Langues originales : tchèque, allemand et slovaque
- Format : couleur - 1,85:1
- Genre : biographie, drame, historique
- Durée : 118 minutes
- Dates de sortie[1] :
  - Allemagne : 27 février 2020 (Berlinale - sélection Berlinale special)
  - Tchéquie, Slovaquie : 20 août 2020
  - Pologne : 9 octobre 2020
  - France : 30 juin 2021

## Distribution
- Ivan Trojan : Jan Mikolášek, âgé
- Josef Trojan : Jan Mikolášek, jeune
- Juraj Loj : František Palko
- Jaroslava Pokorná : Mühlbacherová
- Joachim Paul Assböck : Fritz Kiesewetter
- Jana Kvantiková : la femme de František
- Martin Myšička : le père de Mikolášek
- Miroslav Hanuš : l'enquêteur
- Jan Budař : l'officiel
- Václav Kopta : le juge
- Jan Vlasák : le concierge de Mikolášek
- Daniela Voráčková : Johanka
- Jana Olhová

## Production
Le film s'éloigne parfois amplement de la réalité. Jan Mikolášek a, par exemple, bien été jugé et condamné en 1959, mais pour des délits fiscaux et autres : le procès pour empoisonnement à la strychnine est de pure fiction. Il est libéré en 1963, et mort en 1973.

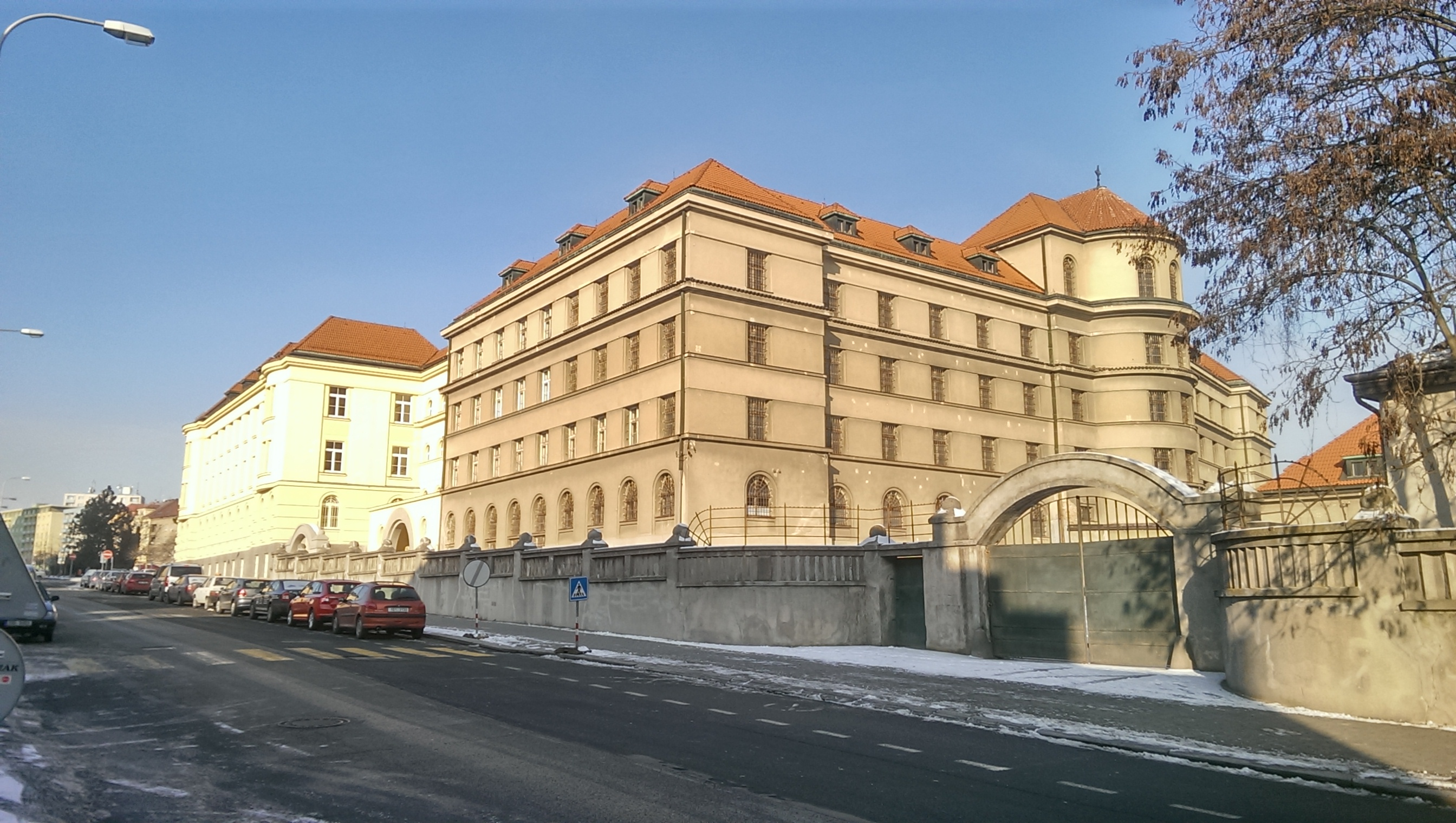
La prison de Mladá Boleslav.

Le tournage commence le 1er avril 2019, en prison de Mladá Boleslav (Věznice Mladá Boleslav), dans la région de la Bohême-Centrale, pour une durée de 36 jours. Il s'achève en juillet 2019.

## Accueil

### Critique
En France, le site Allociné recense une moyenne des critiques presse de 2.9⁄5.

## Distinction

### Sélection
- Berlinale 2020 : sélection Berlinale special[8]